# Periscyphis mofousensis
Periscyphis mofousensis är en kräftdjursart som beskrevs av Henri Dalens 1996. Periscyphis mofousensis ingår i släktet Periscyphis och familjen Eubelidae. Inga underarter finns listade i Catalogue of Life.